# Gruppo di Imalia

Il diagramma mostra i satelliti di Giove nei pressi di Imalia

I satelliti irregolari di Giove. Il gruppo di Himalia è nella parte superiore dell'immagine. I satelliti sono disposti sull'asse orizzontale in ordine di distanza dal pianeta, mentre sull'asse verticale in funzione dell'inclinazione orbitale. La dimensione dei circoletti rossi è in relazione alle dimensioni relative.

Il gruppo di Himalia è un gruppo di satelliti naturali di Giove che condividono orbite simili a quelle di Himalia e che si ritiene abbiano una origine comune.

## Componenti del gruppo
I membri noti del gruppo sono (in ordine di distanza da Giove): 
| Nome       | Diametro (km)     | Periodo (giorni) | Note                                           |
| ---------- | ----------------- | ---------------- | ---------------------------------------------- |
| Leda       | 21,5              | 240,93           |                                                |
| Ersa       | 3                 | 249,23           |                                                |
| Himalia    | 139,6 (150 × 120) | 250,56           | il membro più grande, che dà il nome al gruppo |
| S/2018 J 2 | 3                 | 250,88           |                                                |
| Pandia     | 3                 | 251,91           |                                                |
| Lisitea    | 42,2              | 259,20           |                                                |
| Elara      | 79,9              | 259,64           |                                                |
| S/2011 J 3 | 3                 | 261,77           |                                                |
| Dia        | 4                 | 278,21           |                                                |

Altri due possibili satelliti scoperti da Sheppard nel 2007 potrebbero far parte di questo gruppo, ma la loro magnitudine troppo debole (>24) non ha ne permesso la tracciatura e la conseguente conferma.

## Denominazione
L'Unione Astronomica Internazionale (IAU) riserva per i satelliti di questo gruppo nomi terminanti in "-a", per indicare il movimento progrado di questi oggetti relativamente all'orbita di Giove.

## Caratteristiche
I componenti del gruppo di Imalia hanno semiassi maggiori dell'orbita (distanza da Giove) che vanno da 11,15 a 11,75 milioni di chilometri, le loro inclinazioni da 26,6° a 28,3°, l'eccentricità da 0,11 a 0,25.
Tutte le orbite mostrano un movimento progrado.
Le caratteristiche fisiche del gruppo sono molto omogenee; tutti i satelliti hanno colore neutro (indice di colore  B−V = 0,66 e V−R = 0,36), simile a quello degli asteroidi di tipo C. Data la limitata dispersione dei parametri orbitali e l'omogeneità dello spettro elettromagnetico, si è ipotizzato che il gruppo sia il residuo della distruzione di un asteroide della fascia principale. Il raggio dell'asteroide progenitore dovrebbe essere stato di circa 89 km, cioè di poco superiore a quello di Imalia, la cui massa corrisponderebbe all'87% di quella del corpo progenitore. Questo indica che l'asteroide non è stato eccessivamente perturbato.